# 싼헤이
싼헤이(영어: Sun Hei Sports Club, Sun Hei) 또는 싼헤이 체육회, 신희 체육회(중국어: 晨曦體育會)는 홍콩의 축구 클럽으로, 현재 홍콩 1부 리그에서 활동하고 있다.

## 클럽 명칭 역사
- 1994–1999: 골든 / 하오이퉁 (Golden, 好易通)
- 1999–2005: 싼헤이 (Sun Hei, 晨曦)
- 2005–2007: 샹쉐 싼헤이 (Xiangxue Sun Hei, 香雪晨曦)
- 2007–2009: 캉훙 싼헤이 (Convoy Sun Hei, 康宏晨曦)
- 2009–현재: 싼헤이 (Sun Hei, 晨曦)

## 성적
- 홍콩 1부 리그
  - 우승 (3): 2001–02, 2003–04, 2004–05
  - 준우승 (3): 1999–2000, 2002–03, 2005–06
- 홍콩 시니어 챌린지 쉴드
  - 우승 (1): 2004–05
  - 준우승 (5): 1995–96, 2001–02, 2003–04, 2006–07, 2008–09
- 홍콩 FA컵
  - 우승 (3): 2002–03, 2004–05, 2005–06
  - 준우승 (2): 1995–96, 2001–02
- 홍콩 리그컵
  - 우승 (4): 2002–03, 2003–04, 2004–05, 2008–09
  - 준우승 (1): 2000–01